# Wildspitze
El Wildspitze (3.772 m s. n. m.) es la montaña más alta de los Alpes réticos orientales y la segunda de toda Austria. Geográficamente se encuentra en el Tirol, Austria. La primera ascensión a la cima se realizó en el año 1861 por el alpinista Leander Klotz.
Según la SOIUSA, Wildspitze pertenece a:
- Gran parte: Alpes orientales
- Gran sector: Alpes centrales del este
- Sección: Alpes réticos orientales
- Subsección: Alpes de Ötztal
- Supergrupo: Alpes de Ötztal orientales
- Grupo: Grupo de la Palla Bianca
- Subgrupo: Nudo del Wildspitze
- Código: II/A-16.I-A.2.b